# Rampage: Puzzle Attack
Rampage: Puzzle Attack est un jeu vidéo de puzzle développé par Ninai Games et édité par Midway Games, sorti en 2001 sur Game Boy Advance.
Il met en scène les personnages de Rampage dans duels de puzzle un peu à la manière de Super Puzzle Fighter II Turbo et des autres jeux du genre.

## Accueil
- AllGame : 2,5/5[1]
- Game Informer : 5/10[2]
- GameZone : 8,5/10[3]
- IGN : 8,5/10[4]